# Zemplínske Kopčany
Zemplínske Kopčany es un municipio del distrito de Michalovce en la región de Košice, Eslovaquia, con una población estimada a final del año 2024 de 515 habitantes.
Se encuentra ubicado al noreste de la región, en la cuenca hidrográfica del río Bodrog (afluente derecho del Tisza) y cerca de la frontera con la región de Prešov, Ucrania y Hungría.

## Demografía
| Año        | 1994 | 2004    | 2014     | 2024     |
| ---------- | ---- | ------- | -------- | -------- |
| Población  | 218  | 232     | 441      | 515      |
| Diferencia |      | +6,42 % | +90,08 % | +16,78 % |

| Año        | 2023 | 2024    |
| ---------- | ---- | ------- |
| Población  | 518  | 515     |
| Diferencia |      | −0,57 % |